# خرفخانه‌های نیلگونک
خرفخانه‌های نیلگونک مربوط به دوره ساسانیان است و در شهرستان شیراز، بخش مرکزی، دهستان کفترک، ۱۰۰ متری شمال شرق روستای نیلگونک واقع شده و این اثر در تاریخ ۶ اسفند ۱۳۸۵ با شمارهٔ ثبت ۱۷۵۹۶ به‌عنوان یکی از آثار ملی ایران به ثبت رسیده است.